# Heterenchelyidae
Los heterenquélidos (Heterenchelyidae) son una familia de peces teleósteos del orden anguilliformes, conocidos vulgarmente como anguilas de fango. Se distribuyen por aguas tropicales del océano Atlántico, el mar Mediterráneo y el este del Pacífico. Su nombre procede del griego: ἕτερος [jéteros] ('otro, diferente') + ἔγχελυς [énchelis] ('anguila').
Tienen el cuerpo  anguiliforme sin escamas, una gran boca, abertura de las branquias en posición baja y no tienen línea lateral; el origen de la aleta dorsal está sobre la abertura de las branquias, no tienen aletas pectorales.

## Géneros y especies
Existen 8 especies agrupadas en dos géneros:
- Género Panturichthys (Pellegrin, 1913)
  - Panturichthys fowleri (Ben-Tuvia, 1953)
  - Panturichthys isognathus (Poll, 1953)
  - Panturichthys longus (Ehrenbaum, 1915)
  - Panturichthys mauritanicus (Pellegrin, 1913)
- Género Pythonichthys (Poey, 1868)
  - Pythonichthys asodes (Rosenblatt y Rubinoff, 1972) - anguila de fango del Pacífico.
  - Pythonichthys macrurus (Regan, 1912)
  - Pythonichthys microphthalmus (Regan, 1912)
  - Pythonichthys sanguineus (Poey, 1868) - morena sanguínea.